# Daldinia
Daldinia is een geslacht van schimmels in de familie Hypoxylaceae. De typesoort is Daldinia concentrica.
De geslachtsnaam van Daldinia is ter ere van Agostino Daldini (1817-1895), een Zwitserse predikant en botanicus, een kapucijner monnik uit Locarno.
Het geslacht werd wetenschappelijk beschreven door Vincenzo de Cesati in Comment. Soc. Crittog. Ital. 1: Issue 50 op pagina's 197-360 in 1863.

## Soorten
Volgens Index Fungorum telt het geslacht 56 soorten (peildatum maart 2023):
| Soortnaam                                    | Auteur(s)                                                           | Publicatiejaar |
| -------------------------------------------- | ------------------------------------------------------------------- | -------------- |
| Daldinia albofibrosa                         | M. Stadler, M. Baumgartner & Wollw.                                 | 2001           |
| Daldinia andina                              | Læssøe, J. Fourn. & M. Stadler                                      | 2014           |
| Daldinia australis                           | M. Stadler & J. Fourn.                                              | 2014           |
| Daldinia bakeri                              | Lloyd                                                               | 1919           |
| Daldinia bambusicola                         | Y.M. Ju, J.D. Rogers & F. San Martín                                | 1997           |
| Daldinia barkalovii                          | Lar.N. Vassiljeva & M. Stadler                                      | 2008           |
| Daldinia brachysperma                        | F. San Martín, Y.M. Ju & J.D. Rogers                                | 1997           |
| Daldinia cahuchucosa                         | (Whalley & Watling) M. Stadler & Læssøe                             | 2014           |
| Daldinia caldariorum                         | Henn.                                                               | 1898           |
| Daldinia carpinicola                         | Lar.N. Vassiljeva & M. Stadler                                      | 2008           |
| Daldinia chiangdaoensis                      | Srikit., Wongkan., M. Stadler & Luangsa-ard                         | 2020           |
| Daldinia childiae                            | J.D. Rogers & Y.M. Ju                                               | 1999           |
| Daldinia clavata                             | Henn.                                                               | 1902           |
| Daldinia concentrica (Kogelhoutskoolzwam)    | (Bolton) Ces. & De Not.                                             | 1863           |
| Daldinia cudonia                             | (Berk. & M.A. Curtis) Lloyd                                         | 1922           |
| Daldinia cuprea                              | Starbäck                                                            | 1901           |
| Daldinia decipiens (Berkenhoutskoolzwam)     | Wollw. & M. Stadler                                                 | 2001           |
| Daldinia dennisii                            | Wollw., J.A. Simpson & M. Stadler                                   | 2004           |
| Daldinia eschscholtzii                       | (Ehrenb.) Rehm                                                      | 1904           |
| Daldinia fissa                               | Lloyd                                                               | 1922           |
| Daldinia flavogranulata                      | Srikit., Wongkan., M. Stadler & Luangsa-ard                         | 2020           |
| Daldinia gelatinoides                        | Lar.N. Vassiljeva                                                   | 1998           |
| Daldinia gelatinosa                          | Y.M. Ju, J.D. Rogers & F. San Martín                                | 1997           |
| Daldinia govorovae                           | Lar.N. Vassiljeva & M. Stadler                                      | 2008           |
| Daldinia graminis                            | Dargan & K.S. Thind                                                 | 1985           |
| Daldinia grandis                             | Child                                                               | 1932           |
| Daldinia grayana                             | Lar.N. Vassiljeva & S.L. Stephenson                                 | 2011           |
| Daldinia hausknechtii                        | J. Fourn. & M. Stadler                                              | 2014           |
| Daldinia hawksworthii                        | Pažoutová, Šr?tka & M. Stadler                                      | 2013           |
| Daldinia korfii                              | Sir & C. Lamb.                                                      | 2016           |
| Daldinia kretzschmarioides                   | (Y.M. Ju & J.D. Rogers) Srikit., Wongkan., M. Stadler & Luangsa-ard | 2019           |
| Daldinia lloydii                             | Y.M. Ju, J.D. Rogers & F. San Martín                                | 1997           |
| Daldinia loculata (Sokkelhoutskoolzwam)      | (Lév.) Sacc.                                                        | 1882           |
| Daldinia loculatoides                        | Wollw. & M. Stadler                                                 | 2004           |
| Daldinia macaronesica                        | M. Stadler, Wollw. & J.M. Castro                                    | 2004           |
| Daldinia macrospora                          | F. San Martín, Y.M. Ju & J.D. Rogers                                | 1997           |
| Daldinia martinii                            | M. Stadler, Venturella & Wollw.                                     | 2004           |
| Daldinia mexicana                            | F. San Martín, Y.M. Ju & J.D. Rogers                                | 1997           |
| Daldinia nemorosa                            | (M.L. Davey) M. Stadler, J. Fourn. & Læssøe                         | 2014           |
| Daldinia novae-zelandiae                     | Wollw. & M. Stadler                                                 | 2004           |
| Daldinia occidentalis                        | Child                                                               | 1932           |
| Daldinia palmensis                           | M. Stadler, Wollw. & Tichy                                          | 2004           |
| Daldinia petriniae (Elzenhoutskoolzwam)      | Y.M. Ju, J.D. Rogers & F. San Martín                                | 1997           |
| Daldinia phadaengensis                       | Srikit., Wongkan., M. Stadler & Luangsa-ard                         | 2020           |
| Daldinia pyrenaica                           | M. Stadler & Wollw.                                                 | 2001           |
| Daldinia raimundi                            | M. Stadler, Venturella & Wollw.                                     | 2004           |
| Daldinia rehmii                              | Læssøe, M. Stadler & J. Fourn.                                      | 2013           |
| Daldinia sacchari                            | Dargan & K.S. Thind                                                 | 1985           |
| Daldinia simulans                            | Child                                                               | 1932           |
| Daldinia singularis                          | Y.M. Ju, Lar.N. Vassiljeva & J.D. Rogers                            | 1999           |
| Daldinia starbaeckii                         | M. Stadler & Læssøe                                                 | 2013           |
| Daldinia steglichii                          | M. Stadler, M. Baumgartner & Wollw.                                 | 2001           |
| Daldinia subvernicosa                        | Srikit., Wongkan., M. Stadler & Luangsa-ard                         | 2019           |
| Daldinia theissenii                          | Læssøe, J. Fourn. & M. Stadler                                      | 2014           |
| Daldinia vanderguchtiae                      | M. Stadler, Wollw. & Briegert                                       | 2004           |
| Daldinia vernicosa (Glanzende houtskoolzwam) | Ces. & De Not.                                                      | 1863           |